# 10974 Carolalbert
10974 Carolalbert è un asteroide della fascia principale. Scoperto nel 1973, presenta un'orbita caratterizzata da un semiasse maggiore pari a 2,4587252 UA e da un'eccentricità di 0,1337978, inclinata di 2,16710° rispetto all'eclittica.